# Ruch Literatury Polskiej
Ruch Literatury Polskiej – pismo wydawane w Krakowie w 1862 roku pod redakcją Erazma Mułkowskiego i Wilhelma Gąsiorowskiego. Pismo dawało przegląd polskich czasopism politycznych, naukowych i religijnych, było "niejako bibliografią literatury". Ukazały się jedynie dwa numery.